# Método de los volúmenes finitos
El método de los volúmenes finitos (MVF) es un procedimiento utilizado para representar y evaluar ecuaciones en derivadas parciales en forma de ecuaciones algebraicas.
Para ello, las integrales de volumen en una ecuación diferencial parcial que contienen un término de divergencia se convierten en integrales de superficie, utilizando el teorema de la divergencia.
A continuación, estos términos se evalúan como flujos en las superficies de cada volumen finito. Debido a que el flujo que se introduce en un volumen dado es idéntico al que sale del volumen adyacente, se trata de un método conservativo. Otra ventaja del método de los volúmenes finitos es que se formula fácilmente para permitir mallas no estructuradas. El método se utiliza en muchos paquetes de fluidodinámica computacional.
El término "volúmenes finitos" hace referencia al pequeño espacio que rodea a cada nodo en una malla.
Los métodos de volúmenes finitos se pueden comparar y contrastar con los método de las diferencias finitas, que aproximan derivadas utilizando valores nodales, o al método de los elementos finitos, que crea aproximaciones locales de una solución utilizando datos locales y genera una aproximación global uniéndolas. Por el contrario, un método de volúmenes finitos evalúa expresiones exactas para el valor promedio de la solución en un cierto volumen y utiliza estos datos para construir aproximaciones de la solución dentro de las celdas.

## Ejemplo
Considérese un problema simple 1D de advección:
| {\displaystyle {\frac {\partial \rho }{\partial t}}+{\frac {\partial f}{\partial x}}=0,\quad t\geq 0.} | \| \| \| \| \| \| \| \| | (1) |
| |                         |     |
| |                         |     |

Aquí, {\displaystyle \rho =\rho \left(x,t\right)} representa la variable de estado y {\displaystyle f=f\left(\rho \left(x,t\right)\right)} representa el flujo de {\displaystyle \rho }. Convencionalmente, {\displaystyle f} positivo representa el flujo hacia la derecha, mientras que {\displaystyle f} negativo representa flujo hacia la izquierda. Si se asumime que la ecuación (1) representa un medio fluido de área constante, se puede subdividir el dominio espacial, {\displaystyle x}, en volúmenes finitos o celdas con centros indexados como {\displaystyle i}. Para una celda en particular {\displaystyle i}, se puede definir el valor promedio de volumen de {\displaystyle {\rho }_{i}\left(t\right)=\rho \left(x,t\right)} en el momento {\displaystyle {t=t_{1}}} y {\displaystyle {x\in \left[x_{i-{\frac {1}{2}}},x_{i+{\frac {1}{2}}}\right]}}, como
| {\displaystyle {\bar {\rho }}_{i}\left(t_{1}\right)={\frac {1}{x_{i+{\frac {1}{2}}}-x_{i-{\frac {1}{2}}}}}\int _{x_{i-{\frac {1}{2}}}}^{x_{i+{\frac {1}{2}}}}\rho \left(x,t_{1}\right)\,dx,} | \| \| \| \| \| \| \| \| | (2) |
| |                         |     |
| |                         |     |

y el tiempo {\displaystyle t=t_{2}} como,
| {\displaystyle {\bar {\rho }}_{i}\left(t_{2}\right)={\frac {1}{x_{i+{\frac {1}{2}}}-x_{i-{\frac {1}{2}}}}}\int _{x_{i-{\frac {1}{2}}}}^{x_{i+{\frac {1}{2}}}}\rho \left(x,t_{2}\right)\,dx,} | \| \| \| \| \| \| \| \| | (3) |
| |                         |     |
| |                         |     |

donde {\displaystyle x_{i-{\frac {1}{2}}}} y {\displaystyle x_{i+{\frac {1}{2}}}} representan ubicaciones de las caras o bordes aguas arriba y aguas abajo, respectivamente, de la celda {\displaystyle i^{\text{-ésima}}}.
Integrando la ecuación (1) respecto al tiempo, se tiene que:
| {\displaystyle \rho \left(x,t_{2}\right)=\rho \left(x,t_{1}\right)-\int _{t_{1}}^{t_{2}}f_{x}\left(x,t\right)\,dt,} | \| \| \| \| \| \| \| \| | (4) |
| |                         |     |
| |                         |     |

donde {\displaystyle f_{x}={\frac {\partial f}{\partial x}}}.
Para obtener el promedio de volumen de {\displaystyle \rho \left(x,t\right)} en el momento {\displaystyle t=t_{2}}, se integra {\displaystyle \rho \left(x,t_{2}\right)} sobre el volumen de la celda, {\displaystyle \left[x_{i-{\frac {1}{2}}},x_{i+{\frac {1}{2}}}\right]} y se divide el resultado por {\displaystyle \Delta x_{i}=x_{i+{\frac {1}{2}}}-x_{i-{\frac {1}{2}}}}, es decir
| {\displaystyle {\bar {\rho }}_{i}\left(t_{2}\right)={\frac {1}{\Delta x_{i}}}\int _{x_{i-{\frac {1}{2}}}}^{x_{i+{\frac {1}{2}}}}\left\{\rho \left(x,t_{1}\right)-\int _{t_{1}}^{t_{2}}f_{x}\left(x,t\right)dt\right\}dx.} | \| \| \| \| \| \| \| \| | (5) |
| |                         |     |
| |                         |     |

Ahora se supone que {\displaystyle f\ } tiene un buen comportamiento y que se puede invertir el orden de integración. Además, debe recordarse que el flujo es normal a la unidad de área de la celda. Ahora, dado que en una dimensión {\displaystyle f_{x}\triangleq \nabla \cdot f}, se puede aplicar el teorema de la divergencia, es decir, {\displaystyle \oint _{v}\nabla \cdot fdv=\oint _{S}f\,dS}, y sustituir la integral de volumen de la divergencia por los valores de {\displaystyle f(x)} evaluados en la superficie de la celda (bordes {\displaystyle x_{i-{\frac {1}{2}}}} y {\displaystyle x_{i+{\frac {1}{2}}}}) del volumen finito de la siguiente manera:
| {\displaystyle {\bar {\rho }}_{i}\left(t_{2}\right)={\bar {\rho }}_{i}\left(t_{1}\right)-{\frac {1}{\Delta x_{i}}}\left(\int _{t_{1}}^{t_{2}}f_{i+{\frac {1}{2}}}dt-\int _{t_{1}}^{t_{2}}f_{i-{\frac {1}{2}}}dt\right).} | \| \| \| \| \| \| \| \| | (6) |
| |                         |     |
| |                         |     |

donde {\displaystyle f_{i\pm {\frac {1}{2}}}=f\left(x_{i\pm {\frac {1}{2}}},t\right)}.
Por lo tanto, se puede obtener un esquema numérico semidiscreto para el problema anterior con centros de celda indexados como {\displaystyle i} y con flujos de borde de celda indexados como {\displaystyle i\pm {\frac {1}{2}}}, diferenciando (6) con respecto al tiempo para obtener:
| {\displaystyle {\frac {d{\bar {\rho }}_{i}}{dt}}+{\frac {1}{\Delta x_{i}}}\left[f_{i+{\frac {1}{2}}}-f_{i-{\frac {1}{2}}}\right]=0,} | \| \| \| \| \| \| \| \| | (7) |
| |                         |     |
| |                         |     |

donde los valores de los flujos de borde, {\displaystyle f_{i\pm {\frac {1}{2}}}}, pueden reconstruirse mediante interpolación o extrapolación de los promedios de las celdas. La ecuación (7) es exacta para los promedios de volumen; es decir, no se han realizado aproximaciones durante su deducción.
Este método también se puede aplicar a una situación 2D considerando las caras norte y sur junto con las caras este y oeste alrededor de un nodo.

## Ley general de conservación
También se puede considerar el problema general de la ley de conservación, representado por la siguiente ecuación en derivadas parciales,
| {\displaystyle {\frac {\partial \mathbf {u} }{\partial t}}+\nabla \cdot {\mathbf {f} }\left({\mathbf {u} }\right)={\mathbf {0} }.} | \| \| \| \| \| \| \| \| | (8) |
| |                         |     |
| |                         |     |

Aquí, {\displaystyle \mathbf {u} } representa un vector de estados y {\displaystyle \mathbf {f} } representa el tensor de  flujo correspondiente. Nuevamente se puede subdividir el dominio espacial en volúmenes o celdas finitos. Para una celda en particular, {\displaystyle i}, se toma la integral de volumen sobre el volumen total de la celda, {\displaystyle v_{i}}, lo que da
| {\displaystyle \int _{v_{i}}{\frac {\partial \mathbf {u} }{\partial t}}\,dv+\int _{v_{i}}\nabla \cdot {\mathbf {f} }\left({\mathbf {u} }\right)\,dv={\mathbf {0} }.} | \| \| \| \| \| \| \| \| | (9) |
| |                         |     |
| |                         |     |

Al integrar el primer término para obtener el promedio de volumen y aplicar el teorema de la divergencia al segundo, se obtiene
| {\displaystyle v_{i}{{d{\mathbf {\bar {u}} }_{i}} \over dt}+\oint _{S_{i}}{\mathbf {f} }\left({\mathbf {u} }\right)\cdot {\mathbf {n} }\ dS={\mathbf {0} },} | \| \| \| \| \| \| \| \| | (10) |
| |                         |      |
| |                         |      |

donde {\displaystyle S_{i}} representa el área de superficie total de la celda y {\displaystyle {\mathbf {n} }} es un vector unitario normal a la superficie y que apunta hacia afuera. Entonces, finalmente, se puede presentar el resultado general equivalente a (8), es decir
| {\displaystyle {{d{\mathbf {\bar {u}} }_{i}} \over {dt}}+{{1} \over {v_{i}}}\oint _{S_{i}}{\mathbf {f} }\left({\mathbf {u} }\right)\cdot {\mathbf {n} }\ dS={\mathbf {0} }.} | \| \| \| \| \| \| \| \| | (11) |
| |                         |      |
| |                         |      |

Nuevamente, los valores de los flujos de borde se pueden reconstruir mediante interpolación o extrapolación de los promedios de las celdas. El esquema numérico real dependerá de la geometría del problema y de la construcción de la malla. La reconstrucción MUSCL se utiliza a menudo en esquemas de alta resolución cuando se producen colapsos o discontinuidades en la solución.
Los esquemas de volumen finito son conservativos, ya que los promedios de las celdas cambian a través de los flujos de borde. En otras palabras, la pérdida de una celda es siempre la ganancia de otra.